# Masahiko Aoki
Pour les articles homonymes, voir Aoki.
Masahiko Aoki, né le 1er avril 1938 à Nagoya (Japon) et mort le 15 juillet 2015 en Californie (États-Unis), est un économiste japonais qui s'est beaucoup intéressé aux mécanismes d’information et a formulé une théorie originale sur l'organisation des entreprises.

## Biographie
Masahiko Aoki obtient son doctorat à l’université du Minnesota en 1967. Après avoir été Assistant professor à Harvard et assistant puis professeur à l’université de Kyoto, il devient Henri and Tomoye Takahashi Professor of Japanese Studies in Economics, à l’université Stanford en 1984. Depuis 1981 il est président du Research Institute of Economy, Trade and Industry (RIETI), une organisation japonaise spécialisée dans les recherches sur la politique publique. 
Masahiko Aoki a par ailleurs fondé le Journal of Japanese and International Economies. Il a présidé la Japanese Economic Association. Il a publié (en anglais) quatre ouvrages, été l’éditeur de 9 autres, ainsi que de près de 60 articles dans des revues à comité de lecture et ouvrages.     
Les travaux de Masahiko Aoki sur les firmes américaines et japonaises et les idéaux types qu’il a construit (firmes A et J [Aoki 1990]) l’ont conduit à mettre en évidence la nécessité d’étudier les contextes institutionnels pour pouvoir saisir les différences d’efficience entre les firmes.
Économiste jouissant d'une reconnaissance internationale, Masahiko Aoki a présidé entre 2008 et 2011 l'Association internationale d'économie. Il a également conseillé les gouvernements japonais et chinois ainsi que la Banque mondiale et la Banque européenne pour la reconstruction et le développement.

## Théories économiques de Masahiko Aoki

### Filiation
On peut relever deux filiations chez Masahiko Aoki : 
- Kenneth Arrow : théorie de l’information, asymétrie, incitation
- Herbert Simon : sur la rationalité limitée des agents. Les entreprises permettent de faire face à l’incertitude notamment par les routines.

Aoki se centre sur les mécanismes d’information qui permettent aux agents de se coordonner entre eux. Il ne se centre pas sur une coordination interindividuelle, et s’intéresse au contexte institutionnel.
L’institution permet la coordination ainsi qu’une régularité dans les comportements individuels pour ainsi les rendre prévisibles. 
Les règles peuvent être formelles ou informelles tout comme les institutions.

### Les idéaux types de la firme: A et J
L’apport de Aoki est qu’il va comparer la firme hiérarchique, ou firme américaine (A) de type anglo-saxon, et la firme japonaise (J). Cette comparaison sera étudiée à travers deux grandes questions : 
- Quel est le système d’information le plus efficace dans chacune des grandes firmes, en fonction du contexte institutionnel ?
- Comment faire pour que les individus au sein des organisations prennent les meilleures décisions en fonction de l’information dont elles disposent ?

Son apport est de montrer qu’il y a une cohérence entre les mécanismes de coordination et les mécanismes d’incitation. En fait, Aoki tente d’intégrer toutes les théories, on a donc un lien entre l’information et l’incitation.

### Originalité d'Aoki
Aoki se distingue des visions parcellaires précédentes, telles que :
- l’approche de Williamson ou de Chandler (théorie des coûts de transaction), où on a une certaine idée de l’efficacité de la hiérarchie qui éliminerait les coûts de transaction, vision avec laquelle Aoki n’est pas d’accord.
- la firme perçue comme un nœud de contrat (théorie de l'agence) : l’efficacité de la firme dépend des mécanismes d’incitation inclus dans les contrats. Pour Aoki, il s’agit d’une vision limitée car il n’y a pas de prise en compte du contexte institutionnel.
- la firme évolutionniste qui est un ensemble de connaissances.

### Cohérence de l'œuvre
L’œuvre d’Aoki, par-delà les évolutions de l’analyse liée à son approfondissement, est une œuvre d’une grande cohérence et d’une indiscutable originalité dans le champ de l’analyse économique des organisations.
Le fil conducteur de l’œuvre est le recours à une théorie économique de l’information. Cette théorie, parce qu’elle est utilisée pour comprendre le fonctionnement des organisations dans une situation où les agents ne disposent que d’une capacité cognitive limitée, s’éloigne des théories micro-économiques en situation d’information imparfaite, dans lesquelles les agents disposent d’une capacité de calcul telle qu’ils peuvent se coordonner en s’appuyant sur leur rationalité et des mécanismes de révélation de l’information. Cependant, Aoki ne rejoint pas, pour autant, les analyses institutionnalistes holistes puisque, à ses yeux, les institutions ont, pour une part, des fondements micro-économiques en ce qu’elles constituent des « croyances partagées ». Cette posture théorique originale d’Aoki a une réelle fécondité empirique et descriptive.
En effet, Aoki va permettre simultanément d’éclairer la nature des organisations et celle des institutions. Si l’on retient fréquemment l’analyse de la structure décentralisée de la Firme J, l’œuvre d’Aoki permet plus largement d’éclairer la diversité et la cohérence des formes d’organisation. Ainsi, l’analyse de la Silicon Valley ou de la firme J permettent de souligner la cohérence interne des formes d’organisation, mais aussi la nécessaire prise en compte de leur insertion institutionnelle.
Plus largement, Aoki nous conduit à penser l’articulation entre institutions, organisations et agents individuels, articulation seule à même de saisir la dynamique historique des économies.